# Husum (stacja kolejowa)
Husum – stacja kolejowa w Husum, w kraju związkowym Szlezwik-Holsztyn, w Niemczech. Znajdują się tu 2 perony.